# Одноденки
Одноденки (Ephemeroptera, від грец. ephemeros — «короткоживучий» та pteron — «крило») — ряд комах. Ряд належить до стародавньої клади (підкласу) Paleoptera. Представники — водні комахи, чия незріла стадія (німфа) зазвичай мешкає протягом одного року в прісній воді. Німфа перетворюється на крилату стадію — субімаго, яка після линяння перетворюється на імаго. Дорослі одноденки дуже короткоживучі, вони живуть від кількох годин до кількох днів залежно від виду. Відомо близько 2 500 видів, що мешкають по всьому світу. Одноденки є дуже чутливими до забруднення, тобто якщо вони знайдені біля води, ця вода достатньо хороша для пиття без очищення або кипіння[джерело?]. Три види одноденок занесені до Червоної книги України.

## Класифікація
Підряд Schistonota
- Надродина Baetoidea
  - Siphlonuridae
  - Baetidae
  - Oniscigastridae
  - Ameletopsidae
  - Ametropodidae
- Надродина Heptagenioidea
  - Coloburiscidae
  - Oligoneuriidae
  - Isonychiidae
  - Heptageniidae
- Надродина Leptophlebioidea
  - Leptophlebiidae
- Superfamily Ephemeroidea
  - Behningiidae
  - Potamanthidae
  - Euthyplociidae
  - Polymitarcydae
  - Ephemeridae
  - Palingenidae

Підряд Pannota
- Надродина Ephemerelloidea
  - Ephemerellidae
  - Leptohyphidae
  - Tricorythidae
- Надродина Caenoidea
  - Neoephemeridae
  - Baetiscidae
  - Caenidae
  - Prosopistomatidae